# سيبرانو برادا
سيبريانو برادا أميدو (مواليد 26 سبتمبر 1887 – تاريخ الوفاة غير معروف) هو لاعب كرة قدم إسباني سابق، كان يلعب في مركز الوسط. شارك لفترة قصيرة مع نادي ريال مدريد الإسباني.

## النشأة
وُلد سيبريانو برادا في 26 سبتمبر 1887 في هارو، لاريوخا، لوالدين من سان فيثينتي دي لا سونسيرا في لاريوخا، وسامانييغو في ألافا. نشأ بين هارو وبلباو، قبل أن يستقر في بونتيفيدرا، حيث كانت عائلته تدير فندق "مينديث نونييث".

## المسيرة الكروية
بدأ برادا مسيرته في كرة القدم مع نادي بونتيفيدرا إس سي، الذي كان أول نادٍ يمارس اللعبة في مدينة بونتيفيدرا، حيث لعب إلى جانب شقيقيه بينيتو وإدموندو نوفوا. بسبب شهرته هو ونوفوا، وجه نادي ريال مدريد دعوة لهما للالتحاق بالفريق استعدادًا للمشاركة في كأس ملك إسبانيا 1908 في أبريل، لكنهما وصلا إلى العاصمة في مارس، حين كان النادي "الملكي" لا يزال يشارك في بطولة الوسط الإقليمية. شارك برادا لأول مرة مع ريال مدريد في 19 مارس، وسجل الهدف الافتتاحي في الفوز 3–0 على أتلتيكو مدريد؛ لا توجد سجلات عن المباراتين التاليتين في البطولة، وكلتاهما ضد إسبانيول مدريد، لكن يُرجّح أن نوفوا شارك فيهما حيث تُوج ريال مدريد باللقب وتأهل إلى كأس الملك. في 12 أبريل، شارك هو ونوفوا أساسيين في نهائي كأس ملك إسبانيا 1908 أمام فيغو إف سي، وساهما في الفوز بنتيجة 2–1. إجمالًا، خاض ثلاث مباريات موثقة مع ريال مدريد.
في العام التالي، فبراير 1909، كان برادا ضمن إحدى أولى التشكيلات الشبه رسمية لمنتخب إسبانيا، والمكونة من أفضل لاعبي أندية شمال البلاد، خصوصًا من إيرون، وفورتونا، وبونتيفيدرا، حيث خاضوا مباراة أمام منتخب جنوب فرنسا على ملعب "بون جومو" في تولوز. واصل برادا اللعب مع بونتيفيدرا لعدة سنوات، وتولى شارة القائد. وفي 25 مايو 1913، دخل التاريخ كواحد من أحد عشر لاعبًا شاركوا في أول مباراة غير رسمية في تاريخ منتخب إسبانيا لكرة القدم، والتي أقيمت على ملعب أموته في فونتارابيا. واجه فيها المنتخب الإسباني نظيره الفرنسي، ممثلًا عن الاتحاد الفرنسي الرياضي USFSA، وانتهت المباراة بالتعادل 1–1.
في نوفمبر 1918، اندمج نادي بونتيفيدرا إس سي مع نادي سي دي بونتيفيدرا لتشكيل نادي بونتيفيدرا أثليتيك، وكان برادا أول مدرب وقائد للفريق الجديد. وبعد اعتزاله، أصبح برادا حكمًا بارزًا في كرة القدم الإسبانية.

## الإنجازات
؛مدريد إف سي
- بطولة الوسط الإقليمية:
  - البطل (1): 1907-08
- كأس ملك إسبانيا:
  - البطل (1): 1908